# Jason Mercier
Jason Mercier (Fort Lauderdale, 11 dicembre 1986) è un giocatore di poker statunitense.

## Biografia
La carriera da Poker Pro di Mercier iniziò nel 2008 con la vittoria del titolo EPT a Sanremo, dove riuscì ad avere la meglio al tavolo finale su Dario Minieri e conquistando il primo premio di €869.000.
Nello stesso anno ottenne altri due importanti piazzamenti: il sesto posto all'EPT di Barcellona e il primo posto nel "£20.000 + 300 High Roller Event - No Limit Hold'em", in cui vinse rispettivamente €227.800 e £516.000.
Nel 2009 arrivò quarto al Main Event delle WSOPE vincendo £267.267 e conquistò il braccialetto WSOP nel torneo "$1.500 Pot Limit Omaha".
Un anno dopo ottenne la vittoria nel torneo "$25.000 + 600 No Limit Hold'em - Bounty Shootout" del Pokerstars North American Poker Tour per un premio da $475.000.
Vinse il secondo braccialetto alle World Series of Poker 2011 nel "$5.000 Pot Limit Omaha Six Handed".
Sempre nel 2011, Mercier vinse il "$10.000 No Limit Hold'em - High Roller Bounty Shootout" del North American Poker Tour per $246.600 e il "$100.000 No Limit Hold'em - High Roller Event" per $709.767 di primo premio.
Nel 2013 perse in Heads-Up contro il tedesco Max Altergott il primo posto del "€98.000 + 2.000 No Limit Hold'em - Super High Roller - 8 Handed" a Monte Carlo e dovette accontentarsi del secondo premio da €1.115.700.
Il 27 giugno 2014, in pieno periodo WSOP, partecipò al "$100.000 + 2.000 No Limit Texas Hold'em Super High Roller" dove giunse secondo alle spalle di Dan Smith, vincendo $1.622.181.
Alle World Series of Poker 2015 conquistò il terzo braccialetto nell'evento "$5.000 No-Limit Hold'em 6-Handed", vincendo il premio da $633.357 riservato al vincitore.
Alle  World Series of Poker 2016 conquista il quarto braccialetto nell'evento " $10.000 2-7 Draw Lowball Championship", vincendo il premio da $273.335 e il quinto braccialetto nell'evento da "$10.000 HORSE championship per una prima moneta da $422.874.
Le vincite totali nei tornei di Jason Mercier ammontano ad oltre $17.000.000

## Braccialetti WSOP
| Anno | Torneo                                | Premio   |
| ---- | ------------------------------------- | -------- |
| 2009 | $1.500 Pot Limit Omaha                | $237.415 |
| 2011 | $5.000 Pot Limit Omaha Six Handed     | $619.575 |
| 2015 | $5.000 No-Limit Hold'em 6-Handed      | $633.357 |
| 2016 | $10.000 2-7 Draw Lowball Championship | $273.335 |
| 2016 | $10.000 Horse Championship            | $422.874 |

## Titoli EPT
| Anno | Torneo                                      | Premio   |
| ---- | ------------------------------------------- | -------- |
| 2008 | €4.700 + 300 EPT Sanremo - No Limit Hold'em | €869.000 |